# Ahmed Al-Zain
Ahmed Al-Zain, né le 2 juillet 1991 en Arabie saoudite, est un footballeur saoudien. Il évolue au poste de milieu gauche avec le club d'Al-Ahli Saudi .

## Biographie
Avec le club d'Al-Taawoun, il joue cinq matchs en Ligue des champions d'Asie.